# Carlota Sibil·la d’Ahlefeldt-Langeland
Carlota Sibil·la d'Ahlefeldt-Langeland (en alemany Charlotte Sibylle von Ahlefeldt-Rixingen) va néixer a Copenhaguen el 31 d'agost de 1672 i va morir a Frankfurt el 17 de febrer de 1716. Era una noble danesa, filla del comte Frederic d'Ahlefeldt (1623-1686) i de Maria Elisabet de Leiningen-Dagsburg-Hardenburg (1648-1724).

## Matrimoni i fills
El 12 de gener de 1696 es va casar a Hamburg amb Jordi Lluís de Solms-Rodelheim (1664-1716), fill del comte  Joan August (1623-1680) i d'Elionor Bàrbara de Cratz-Scharffenstein (1629-1680). El matrimoni va tenir cinc fills:
- Frederic August (1696-1716)

- Sofia Guillemina nascuda i mort el 1699

- Lluïsa Carlota (1700-1703)

- Caterina Polyxena (1702-1765), casada amb Cristià Carles Reinhard de Leiningen-Dagsburg-Falkenburg (1695-1766).

- Lothar Guillem (1703-1722)